# Comté de Webster (Iowa)
Pour les articles homonymes, voir Comté de Webster.
Le comté de Webster est un comté de l'État de l'Iowa, aux États-Unis.